# Schwabenheim an der Selz
Schwabenheim an der Selz ist eine Ortsgemeinde in Rheinhessen südlich von Ingelheim am Rhein. Sie gehört der Verbandsgemeinde Gau-Algesheim an.

## Geographie

### Geographische Lage
Schwabenheim liegt unweit des östlichen Ufers der unteren Selz am Hang des Mainzer Bergs. Der Ortskern breitet sich beidseits des Sauerbachs kurz vor dessen Mündung in die Selz aus. Die Gemeinde befindet sich knapp 15 km (Luftlinie) südwestlich der Landeshauptstadt Mainz (Stadtmitte).
Zu Schwabenheim gehören auch die Wohnplätze Ferdinandhof und Nature Life Ranch sowie zwei Aussiedlerhöfe.

### Nachbargemeinden
Im Uhrzeigersinn, beginnend im Norden, grenzen die Stadt Ingelheim am Rhein mit den Ortsbezirken Großwinternheim und Wackernheim, die Ortsgemeinden Essenheim, Stadecken-Elsheim, Engelstadt und Bubenheim an Schwabenheim.

### Geologie
Geologisch liegt Schwabenheim im Mainzer Becken. Es liegt im Naturraum Rheinhessisches Tafel- und Hügelland (227) in der Untereinheit Unteres Selztal  (227.20).
Die Böden sind im überwiegenden Teil der Gemarkung Löss, am Anstieg zum Mainzer Berg auch Kalkstein mit tonig-mergeligen Einschaltungen (sog. Kalktertiär). Die Gemarkung wird zu etwa 80 % landwirtschaftlich genutzt.

## Geschichte
Archäologische Funde lassen auf eine frühzeitliche Besiedelung ab etwa 600 v. Chr. sowie auf eine spätere Anwesenheit römischer Siedlungen schließen.
Schwabenheim wird urkundlich möglicherweise erstmals im Jahre 766 als Suaboheim im Lorscher Codex erwähnt.
Ob damit aber dieses oder das in der Nähe von Bad Kreuznach gelegene Pfaffen-Schwabenheim gemeint ist, lässt sich nicht bestimmen.  Auch in Fuldaer Urkunden kommt ein Suaboheim im Wormsgau vor. Im Jahr 962 bestätigte Kaiser Otto I. die Rechte und Besitzungen der Abtei St. Maximin bei Trier über verschiedene rheinhessische Orte, darunter auch „Suaveheim“. Eine weitere Erwähnung findet sich 1280 durch den römisch-deutschen König Rudolf von Habsburg.
Hoheitsrechtlich gehörte Schwabenheim als unmittelbares Reichsdorf zum Ingelheimer Grund, der für die Versorgung der Kaiserpfalz zuständig war. Als Teil des Ingelheimer Grundes hatte Schwabenheim sein eigenes Ortsgericht, das mit dem Ortsschultheiß sowie acht Schöffen besetzt war.
In der Folge wurde Schwabenheim mehrfach verpfändet. Die erste Verpfändung erfolgte durch Ludwig der Bayer 1315 an den Mainzer Erzbischof Peter von Aspelt und dauerte bis zum 10. Dezember 1353. Schon 1367 wurde es dann für ein Darlehen von 11.000 Gulden an die Kurpfalz verpfändet, um eine Romfahrt zu finanzieren. Der Ort hatte in der Folge durch Verpfändungen zahlreiche Besitzer, wie das Kurfürstentum Mainz, die Stadt Mainz und schließlich ab 1375 den Kurfürsten von der Pfalz. Die unmittelbare Unterstellung unter die Gewalt des Kaisers, welche stark angestrebt wurde, kommt heute noch im Wappen zum Ausdruck, das den doppelköpfigen Reichsadler zeigt. Förmlich aufgenommen in den Kreis der Reichsdörfer, die keiner Leibeigenschaft und Frondiensten unterworfen waren und denen freie Jagd und Fischerei zustand, wurde Schwabenheim erst 1443. 1507 kam Schwabenheim, nach mehrmaligen erneuten Verpfändungen und Einlösungen, endgültig an die Kurpfalz, Oberamt Oppenheim, wo es bis zur Französischen Revolution blieb.

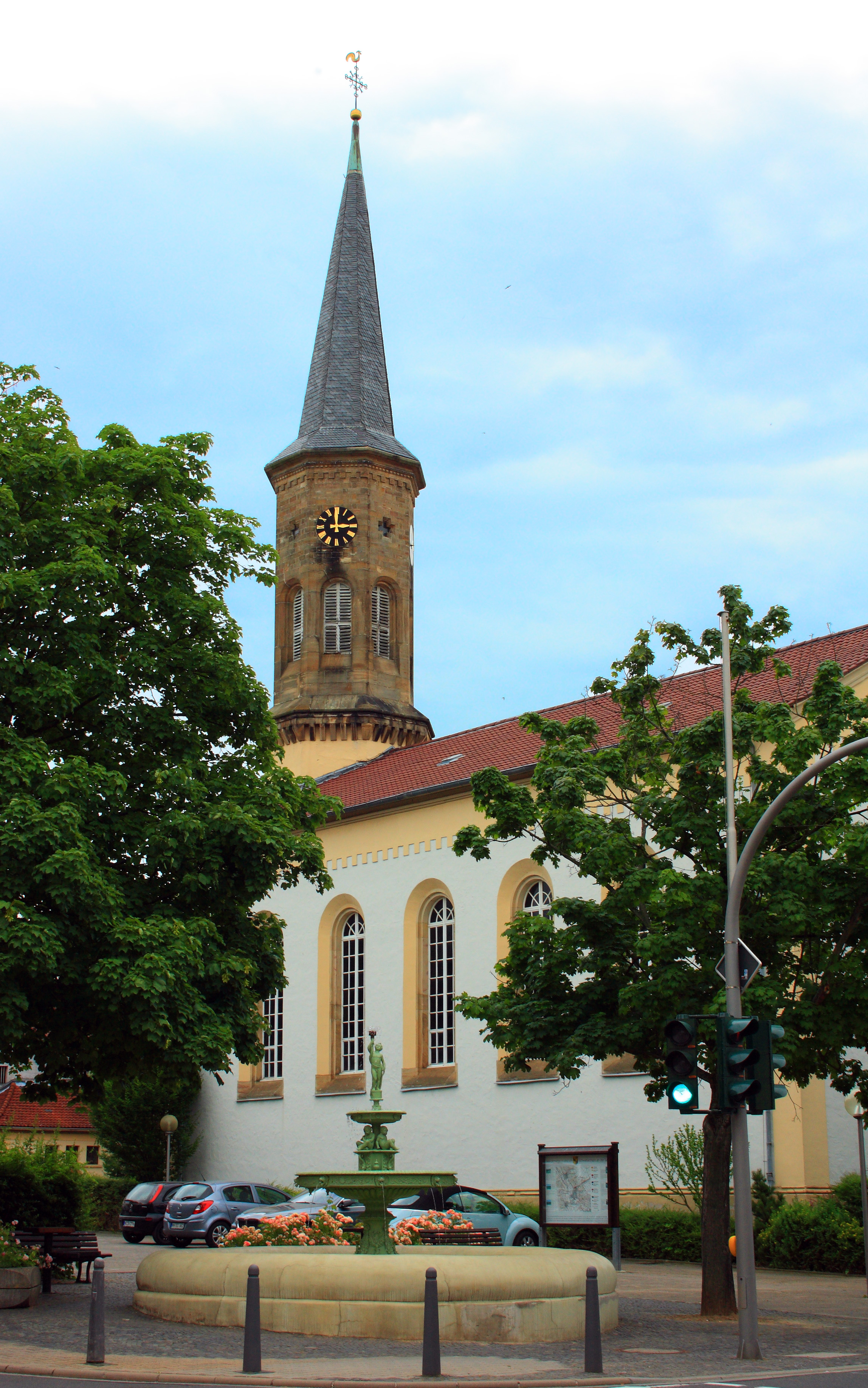
Evangelische Pfarrkirche

Gefördert durch die Kurfürsten von der Pfalz wurde auch in Schwabenheim die Reformation 1556 eingeführt. Danach wechselte die Pfarrei neunmal ihre Konfessionszugehörigkeit und wurde von lutherischen, reformierten und katholischen Priestern geleitet, ehe sie 1705 bei der großen pfälzischen Kirchenteilung in die reformierte und katholische Kirche aufgeteilt wurde. Die Benediktinermönche des Klosters St. Maximin in Trier übernahmen 1693 selbst die Seelsorge in der Pfarrei Schwabenheim und leiteten sie bis 1708 von der Propstei aus.
Ab dem 16. Jahrhundert ist auch eine jüdische Bevölkerung in Schwabenheim nachgewiesen, die bis zum Verkauf der Schwabenheimer Synagoge in der Bachstraße 4 und Auflösung der jüdischen Gemeinde im Jahr 1921 bestand.
Der Dreißigjährige Krieg hinterließ auch in Schwabenheim seine grausamen Spuren.
Einen Einschnitt in die örtliche Geschichte bildete das Einrücken der Französischen Revolutionstruppen. Nach einer ersten Besetzung 1792 erlitt Schwabenheim 1796 einen vernichtenden Schlag, als der Ort in Brand gesteckt wurde. Von 1798 bis 1814 gehörte Schwabenheim wie das gesamte linksrheinische Gebiet zur Französischen Republik bzw. zum napoleonischen Kaiserreich. Der Ort war dem Kanton Oberingelheim im Département du Mont-Tonnerre zugeordnet. In diese Zeit fällt auch die Errichtung des ersten Betriebes in Schwabenheim, einer Zuckerfabrik, die aber – genauso wie die 1880 entstandene Essigfabrik, eine Glas- und eine Gummi- und Celluloidfabrik – ihren Betrieb wieder einstellte. 1904 erfolgte durch die Süddeutsche Eisenbahn-Gesellschaft der Anschluss an die Selztalbahn, die 1955 stillgelegt wurde.
Von 1816 bis 1918 gehörte Schwabenheim zur Provinz Rheinhessen des Großherzogtums Hessen, das 1918 mit dem Ende der Monarchie zum Volksstaat Hessen wurde. Zu Beginn des 20. Jahrhunderts begann der Bau der Selztalstellung zur Verteidigung der Festungsstadt Mainz, und auch auf Schwabenheimer Gemarkung wurden militärische Anlagen errichtet, so zum Beispiel der Wasserbehälter im Schwabenheimer Wäldchen. Die Selztalstellung spielte im Ersten Weltkrieg keine aktive Rolle, und verlor danach ihre Bedeutung.
Der Zweite Weltkrieg endete in Schwabenheim am 20. März 1945 mit dem Einrücken amerikanischer Truppen, anschließend gehörte es zur französischen Besatzungszone.
1946 wurde Schwabenheim Teil des neugebildeten Landes Rheinland-Pfalz und des Regierungsbezirks Rheinhessen. Mit der Funktional- und Gebietsreform wurde Schwabenheim 1972 Teil der Verbandsgemeinde Gau-Algesheim. Im Zuge der wirtschaftlichen Entwicklung des Rhein-Main-Gebiets und der engeren Pendlerverflechtungen entwickelte sich Schwabenheim von einer landwirtschaftlichen Gemeinde zu einer Wohngemeinde mit vielen Auspendlern. Seit 1987 ist Schwabenheim eine anerkannte Dorferneuerungsgemeinde und wurde 2015 als Investitions- und Maßnahmenschwerpunkt zur Dorferneuerung des Landes Rheinland-Pfalz anerkannt.

### Herkunft des Ortsnamens
Schwabenheim hat im Laufe der Zeit den Namen mehrfach gewechselt. Im Lorscher Codex wurde der Ort wohl als Suaboheim aufgeführt, von der Bedeutung her „Heim oder Siedlung des Suabo“. Unklar bei dieser ersten Erwähnung ist, ob es sich hierbei um Schwabenheim oder um das nahegelegene Pfaffen-Schwabenheim handelt.  Erst aus dem 11. Jahrhundert gibt es Urkunden, die sich eindeutig auf Schwabenheim beziehen. Bereits im 15. Jahrhundert wurde zur Unterscheidung von Pfaffen-Schwabenheim dem Ortsnamen die Vorsilbe „Sur“ („Sauer“) mit Bezug auf den gleichnamigen Bach vorangestellt. Nachdem 1747 der Name auf „Sauberschwabenheim“ festgelegt wurde, wurde 1797 der Name „Sauerschwabenheim“ amtlich. Ein Änderungsantrag des Gemeinderats von 1885, den Namen zurück in Sauberschwabenheim zu ändern, blieb erfolglos. Allerdings wurde 20 Jahre später der Name mit Genehmigung des Großherzoglichen Ministeriums des Inneren in Schwabenheim an der Selz umgewandelt. Heute wird der Name „Sauerschwabenheim“ noch häufig scherzhaft benutzt, um die Qualität des in und um den Ort produzierten Weins zu diskreditieren.
Der Ort wurde unter folgenden Namen erwähnt:
- 0766 – Suaboheim (unsicher)
- 1023 – Suabheim
- 1051 – Suaveheim
- 1140 – Suapeheim
- 1200 – Suosabenheim
- 1328 – Suabeheim
- 1339 – Swabeheim
- 1419 – Surswabeheim[11]
- 1424 – Schwabneheim
- 1502 – Surschwabenheim, Sauerschwabenheim
- 1747 – Sauberschwabenheim
- 1797 – Sauerschwabenheim
- 1905 – Ab diesem Jahr heißt der Ort Schwabenheim an der Selz.

### Einwohnerentwicklung
Die Werte von 1871 bis 1987 beruhen auf Volkszählungen.

Einwohnerentwicklung von Schwabenheim von 1815 bis 2017 nach nebenstehender Tabelle

| Jahr | Einwohner |
| ---- | --------- |
| 1815 | 760       |
| 1835 | 1.033     |
| 1871 | 1.215     |
| 1905 | 1.319     |
| 1939 | 1.236     |
| 1950 | 1.444     |
| 1961 | 1.410     |
| 1970 | 1.550     |

| Jahr | Einwohner |
| ---- | --------- |
| 1987 | 1.759     |
| 1993 | 2.356     |
| 1999 | 2.549     |
| 2005 | 2.517     |
| 2011 | 2.552     |
| 2017 | 2.586     |
| 2022 | 2.589     |

## Politik

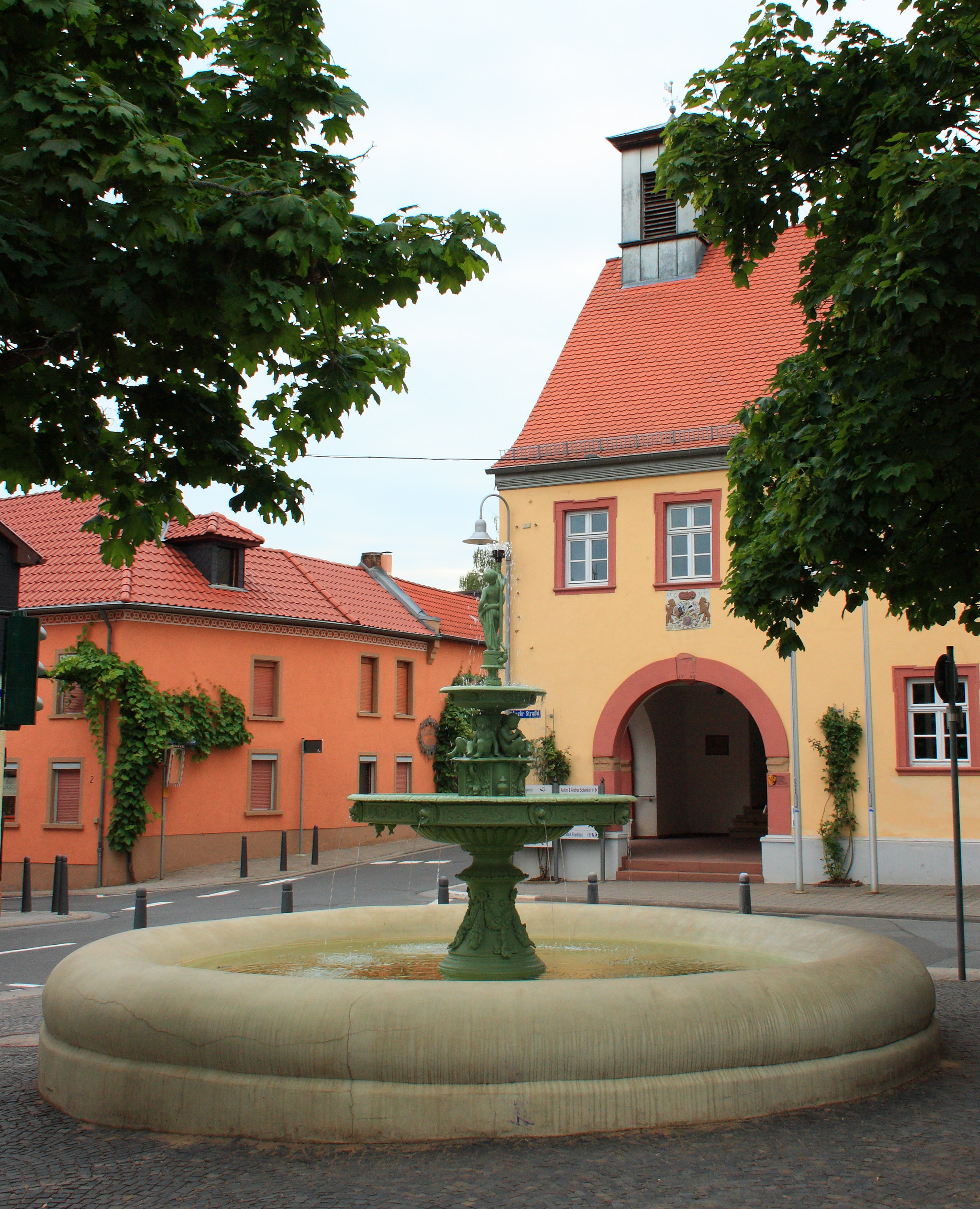
Marktbrunnen Schwabenheim mit Rathaus

### Gemeinderat
Der Gemeinderat in Schwabenheim besteht aus 20 Ratsmitgliedern, die bei der Kommunalwahl am 9. Juni 2024 in einer personalisierten Verhältniswahl gewählt wurden, und dem ehrenamtlichen Ortsbürgermeister als Vorsitzendem.
Die Sitzverteilung im Gemeinderat:
| Wahl | CDU | WG GfS | FWG | WGF | WIPRO | Gesamt   |
| ---- | --- | ------ | --- | --- | ----- | -------- |
| 2024 | 8   | 12     | –   | –   | –     | 20 Sitze |
| 2019 | 6   | –      | 5   | 6   | 3     | 20 Sitze |
| 2014 | 3   | –      | 5   | 9   | 3     | 20 Sitze |
| 2009 | 3   | –      | 4   | 6   | 3     | 16 Sitze |
| 2004 | 4   | –      | 5   | 8   | 3     | 20 Sitze |

- WG GfS = Wählergruppe Gemeinsam für Schwabenheim e. V.
- FWG = Freie Wählergruppe Schwabenheim e. V.
- WGF = Wählergruppe Freudenberger e. V., bis 2019 Wählergruppe Merz
- WIPRO = Wählerinitiative PRO Schwabenheim e. V.

### Bürgermeister
Josip Saric (WG GfS) wurde am 1. Juli 2024 Ortsbürgermeister von Schwabenheim. Bei der Direktwahl am 9. Juni 2024 hatte er sich mit einem Stimmenanteil von 52,9 % gegen den bisherigen Amtsinhaber durchsetzen können.
Sarics Vorgänger Frank Heinrich (CDU) hatte das Amt seit dem 1. Juli 2019 inne. Er trat die Nachfolge von Peter Merz an, der von 1994 bis 2019 dieses Amt bekleidete und bei der Wahl nicht mehr angetreten war.

### Wahlkreise
Schwabenheim gehört bei Bundestagswahlen zum Wahlkreis 206 Mainz, der Mainz und das westliche Gebiet des Landkreises Mainz-Bingen umfasst. Auf Landesebene gehört Schwabenheim zum Wahlkreis 29 Bingen am Rhein.

### Wappen
| Wappen von Schwabenheim an der Selz | Blasonierung: „Wappenschild gespalten von Gold und Schwarz, darin der rotbezungte und -bewehrte doppelte Reichsadler.“ |
| Wappen von Schwabenheim an der Selz | Wappenbegründung: Das Motiv des doppelköpfigen Adlers, der auf dem heutigen Wappen zu sehen ist, geht auf ein Gerichtssiegel aus dem 15. Jahrhundert sowie ein Gemeindesiegel von 1531 zurück. Diese stellen beide einen einköpfigen Adler im Siegelgrund dar. Der Adler zeigt die Zugehörigkeit Schwabenheims, damals noch Sauer-Schwabenheim genannt, zu den Reichsdörfern des Ingelheimer Grundes, die 1407 an die Kurpfalz fielen. Seit 1761 konnte der doppelköpfige Reichsadler im Siegel nachgewiesen werden. Aufgrund der Übernahme Schwabenheims durch das Großherzogtum Hessen 1816 sowie nach Machtergreifung der Nationalsozialisten 1933 wurde das Wappen der Schwabenheimer noch einige Male geändert. Nach dem Zweiten Weltkrieg führte man dann zunächst das Kurpfälzische Wappenbild ein. Zufrieden war man mit dem neuen Aushängeschild nicht. Es herrschte dabei die einhellige Meinung, dass der Reichsadler wieder im Wappen enthalten sein müsste. Auf einen Vorschlag von zwei Wiesbadener Staatsarchivräten wurde 1983 ein in Gold und Schwarz gespaltenes Schild mit einem doppelköpfig rotbewehrten Reichsadler in „verwechselten“ Farben zur Genehmigung vorgeschlagen und noch im gleichen Jahr bewilligt. |

Frühere Wappen
Das älteste Wappen des Ortes führte in Gold den Reichsadler. 1742 wurde es durch das Wappen des Kurfürsten Karl Philipp von der Pfalz ersetzt. Seit 1761 ist im Siegel der Stadt der Doppeladler bezeugt.

### Gemeindepartnerschaften
- Chambolle-Musigny, Burgund, seit 1966
- Schmerbach, Thüringen, seit 1991
- Minerbe, Italien, seit 2001

## Kultur und Sehenswürdigkeiten

### Bauwerke

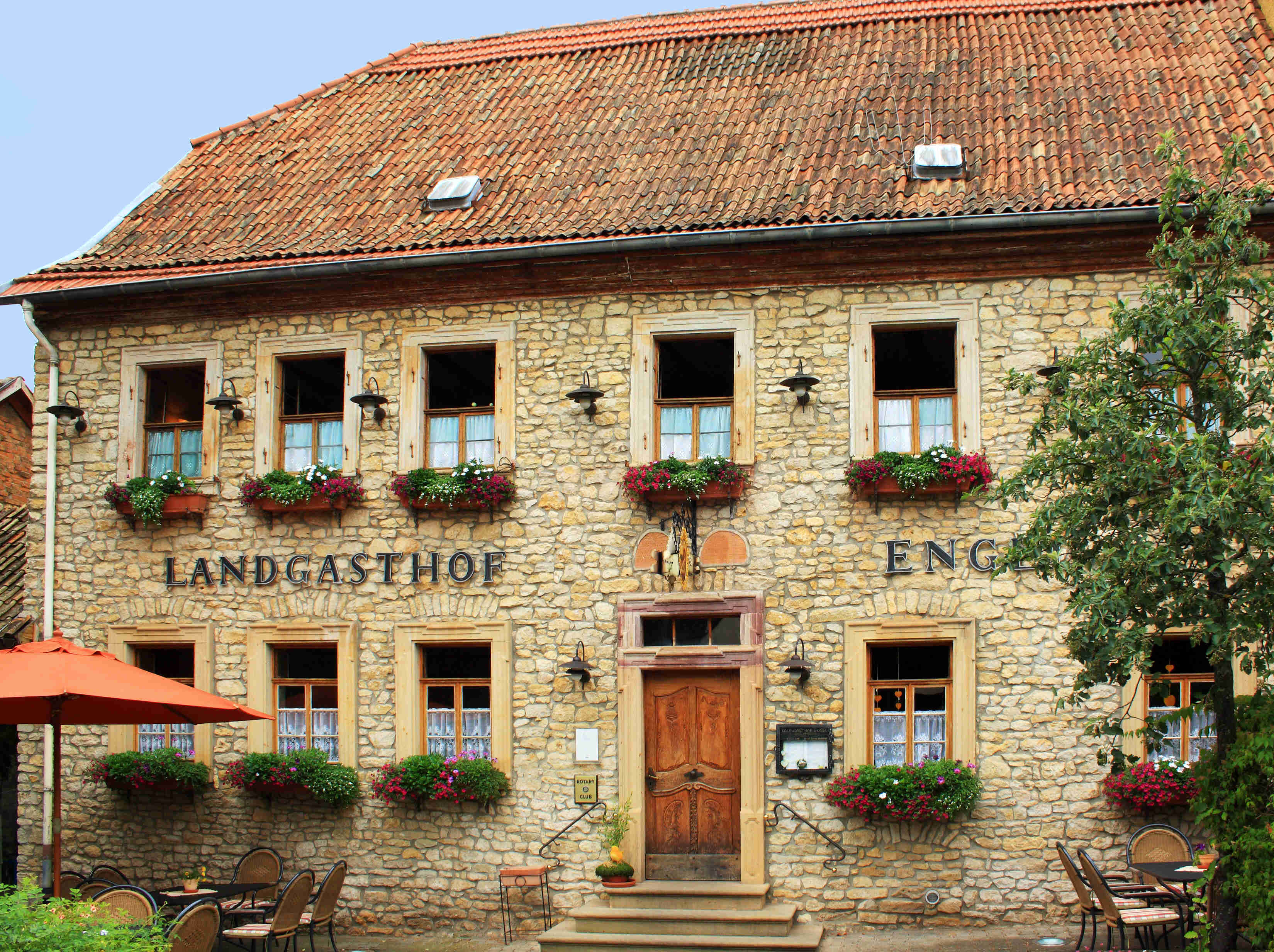
Haus zum Engel am Marktplatz

Rund um Marktplatz mit seinem alten Marktbrunnen befinden sich herrschaftliche Anwesen aus dem 18. Jahrhundert. Dort befinden sich das barocke Rathaus von 1742 mit einer Laubenhalle sowie die Evangelische Kirche aus dem Jahr 1844 mit ihrem minarettartigen Turm. Das Innere der Kirche wurde 1911 mit einer Jugendstilausmalung versehen.
Die alte katholische Iro-Schotten-Kirche St. Bartholomäus ist eine der ältesten Dorfkirchen in Rheinhessen. Sie weist den aus der Entstehungszeit stammenden romanischen Türsturz auf, der mit zwei Paradiesvögeln mit je einem Fisch, dem Symbol für Christus, im Schnabel geschmückt ist. Die Kirche war Teil der ehemaligen Schwabenheimer Benediktinerpropstei, in der von 1693 bis 1807 Mönche des Reichsklosters St. Maximin/Trier wirkten. Von der Propstei existieren außerdem heute noch das barocke Haupthaus von 1709 sowie im Klostergarten ein spätbarocker Gartenpavillon. Hier liegt auch der aus römischer Zeit stammende Viergötterstein.
Der alte Ortskern ist noch in der regionaltypischen Struktur erhalten, mit zahlreichen fränkischen Haus-Hof-Anlagen in unterschiedlichen Ausprägungen. In der Mainzer Straße 2 war von 1891 bis 1909 die Höhere Privatlehranstalt untergebracht, die zur Vorbereitung eines Gymnasiumbesuchs diente. Ortsbildprägend ist auch das 1896 erbaute Feuerwehrhaus.

### Grünflächen und Naherholung
Nordöstlich des Dorfes liegt das Landschaftsschutzgebiet Pfauengrund, außerdem befinden sich rund um die Selz geschützte Biotope.

## Wirtschaft und Infrastruktur

### Wirtschaft

#### Landwirtschaft
Schwabenheim ist stark landwirtschaftlich geprägt. Hierbei dominiert, wie in ganz Rheinhessen, der Weinbau, mit einer bebauten Rebfläche von 180 Hektar. In der Großlage Kaiserpfalz hat der Ort Anteil an den Lagen Klostergarten, Schloss- und Sonnenberg.
Etwa 25 Flaschenwein vermarktende Betriebe erzeugen Weine aller Prädikatsstufen. Neben den Standardsorten Silvaner und Müller-Thurgau werden auch Neuzüchtungen wie Scheurebe, Faber, Bacchus, Kerner u. a. angebaut. Etwa 30 % der bestockten Fläche wird für Rotweinsorten – hauptsächlich Blauer Portugieser und Spätburgunder – genutzt. Der Anbau fast aller Kern- und Steinobstsorten sowie Spargel lockert das Bild dieser Hügellandschaft auf.
Im Rahmen des Strukturwandels nahm die Anzahl der landwirtschaftlichen Betriebe von 130 im Jahr 1971 auf nunmehr 32 (2010) ab.

#### Ansässige Unternehmen
Auf einem alten Klostergelände (Propstei) hat sich die MSD Animal Health Innovation GmbH (ehemals Intervet Innovation GmbH), ein Tochterunternehmen von Merck & Co., Inc., niedergelassen. Die MSD Animal Health betreibt dort ein globales Forschungs- und Entwicklungszentrum für Tierarzneimittel mit Schwerpunkt auf Antiinfektiva und Antiparasitika und beschäftigt 230 Mitarbeiter in Schwabenheim.
Ansonsten ist die Wirtschaftsstruktur durch kleinere und mittlere Betriebe sowie Geschäfte des täglichen Bedarfs geprägt.

#### Tourismus
Schwabenheim hat etwa 11.000 Übernachtungen/Jahr (2013). Schwabenheim hat für die Ortsgröße zahlreiche Gasthöfe.

### Verkehr
Der Ort wird durchquert von der Landesstraße 428. Die Bundesautobahnen 60 und 63 sind mit dem Auto in 10 bis 20 Minuten zu erreichen.
Die Omnibusverkehr Rhein-Nahe GmbH (ORN) betreibt drei Buslinien, die Schwabenheim an die umliegenden Gemeinden und Städte anbinden:
- Linie 75: Ingelheim am Rhein – Schwabenheim – Stadecken-Elsheim – Nieder-Olm Selztalcenter – Essenheim – Mainz ZDF – Universität – Hauptbahnhof
- Linie 640: Ingelheim – Schwabenheim – Stadecken-Elsheim – Nieder-Olm Selztalcenter – Bahnhof – Schulzentrum (RegioLinie)
- Linie 643: Ingelheim – Gau-Algesheim – Ober-Hilbersheim – Engelstadt – Schwabenheim – Ingelheim (Ringverkehr)

Schwabenheim war ehemals mit dem „Zuckerlottchen“ an das Eisenbahnnetz angebunden, die Strecke wurde in den 1950er-Jahren stillgelegt und anschließend zurückgebaut.

### Bildung
Schwabenheim hat eine Grundschule und einen Kindergarten.

## Persönlichkeiten

### Söhne und Töchter der Gemeinde
- Christoph Nebel (1690–1769), Weihbischof von Mainz, Dekan am Stift St. Stephan (Mainz)
- Philipp Baum (1849–1886), Architekt
- Karl Anspach (1889–1941), Kaufmann, Förderer der Blindenwirtschaft
- Heinrich Krebs (1910–2001), Bundesrichter am Bundessozialgericht

### Personen in Verbindung mit Schwabenheim
- Simone Renth-Queins, 1998/1999 Rheinhessische Weinkönigin sowie ein Jahr später 51. Deutsche Weinkönigin